# Marocains (Matisse)
Marocains est un tableau réalisé par le peintre français Henri Matisse en 1915-1916 à Issy-les-Moulineaux. Cette huile sur toile représente la terrasse d'un café au Maroc. Elle est conservée au Museum of Modern Art, à New York.